# Echeveria chazaroi
Echeveria chazaroi ist eine Pflanzenart aus der Gattung der Echeverien (Echeveria) in der Familie der Dickblattgewächse (Crassulaceae).

## Beschreibung
Echeveria chazaroi wächst wenig verzweigend mit Trieben, die eine Länge von 5 Zentimeter erreichen. Die einzelnen Blattrosetten werden 6 bis 8 Zentimeter im Durchmesser breit. Die verkehrt eiförmigen Blätter werden 3 bis 5 Zentimeter lang und messen an der breitesten Stelle 1,5 bis 2 Zentimeter. Die Blattoberseite ist tief konkav geformt, die Ränder sind ausgenagt und sehr klein gewellt. Die Blätter sind bläulich grün gefärbt und entlang der Ränder mit einem hellen, blaugrünen Band versehen.
Der traubige Blütenstand wird etwa 45 Zentimeter lang und besitzt gewellte und ausgenagte Brakteen. Der zurückgebogene Blütenstiel wird 2 bis 6 Millimeter lang und etwa 1 Millimeter im Durchmesser. Die in einem 90°-Winkel abstehenden Kelchblätter sind eiförmig-länglich ausgebildet und werden 3 bis 5 Millimeter lang. Die Blütenkrone wird 7 bis 9 Millimeter lang und hat nahe der Basis einen Durchmesser zwischen 5 und 6 Millimeter. Die zur Spitze hin zurückgebogenen Kronblätter sind lachsrosa gefärbt.

## Verbreitung und Systematik
Echeveria chazaroi ist in Mexiko im Bundesstaat Oaxaca verbreitet.
Die Erstbeschreibung erfolgte 1995 durch Myron William Kimnach.

## Nachweise